# 兵庫県立西宮南高等学校
兵庫県立西宮南高等学校（ひょうごけんりつ にしのみやみなみこうとうがっこう）は、兵庫県西宮市高須町に所在する公立高等学校。

## 概要
西宮市内にある公立高校の中で6番目の県立高校として、1975年4月に開校した。学科は普通科のみ。
開校後数年間は情報処理関連の先行モデル校として、他校に先がけて成績管理や情報集計用のコンピュータや、生徒各自の席に自動集計式の回答ボタンを備えた視聴覚教室などを設置し、定期考査や生徒へのアンケートなどにマークシートを導入する等、先進的な設備を備えていた。
全校生徒は約700人程度（最多時（昭和50年代後半頃）は1,200人超であった）。
校舎や体育館などは高須町2丁目だが、運動場は公道を挟んだ鳴尾浜1丁目にある。このため、校舎エリアと運動場を結ぶための、公道をまたぐ歩道橋がある。なお、鳴尾浜はもともと海であった埋立地で、歩道橋は公道沿いにあるかつての防潮堤（運動場の囲いの一部になっている）もまたいでいる。

## 著名な卒業生
- あいみょん (シンガーソングライター）
- 木村博史（作家、放送作家）
- 月亭方正（お笑いタレント・落語家）
- 永井龍（サッカー選手）
- 永井義文（フットサル選手）
- HAKASE-SUN（ミュージシャン）
- 藤田陽一（アニメ監督）
- 松尾諭（俳優）
- 三木圭恵（衆議院議員）
- Yu-ki（アーティスト、メロフロートメンバー）
- 爆ノ介（お笑いタレント、ザ・プラン9メンバー）
- 鈴木浩文（俳優）